# Josip Brekalo
Josip Brekalo (* 23. Juni 1998 in Zagreb) ist ein kroatischer Fußballspieler, der bei der AC Florenz unter Vertrag steht und aktuell an Kasımpaşa Istanbul ausgeliehen ist.

## Karriere
Aus der Jugendmannschaft des in seinem Geburtsort ansässigen Vereins Dinamo Zagreb hervorgegangen, debütierte Brekalo 17-jährig in deren zweiter Mannschaft, als er am 14. August 2015 (1. Spieltag) beim 4:0-Sieg im Heimspiel gegen den Zweitligisten NK Hrvatski dragovoljac für Dani Olmo in der 61. Minute eingewechselt wurde. Am 19. Dezember 2015 (21. Spieltag) debütierte er in der 1. HNL beim 1:0-Sieg im Heimspiel gegen Inter Zaprešić mit Einwechslung für Paulo Machado zur zweiten Halbzeit. Zur Saison 2016/17 verpflichtete ihn der VfL Wolfsburg, der ihn mit einem bis zum 30. Juni 2021 gültigen Vertrag ausstattete.
Am 31. Januar 2017 wurde Brekalo an den VfB Stuttgart zunächst bis zum Saisonende mit einer Option für eine weitere Saison, die sich später durch den Aufstieg automatisch aktivierte, verliehen. Für Stuttgart erzielte er am 17. Februar 2017 beim Spiel gegen den 1. FC Heidenheim mit dem 2:1-Siegtreffer seinen ersten Profitreffer. Dieser Treffer wurde zum Tor des Monats Februar 2017 gewählt. In der Winterpause der Saison 2017/18 kehrte er im Zuge des Transfers von Mario Gómez von Wolfsburg nach Stuttgart vorzeitig zu seinem Stammverein zurück.
Im November 2018 debütierte Brekalo einem Spiel der UEFA Nations League gegen Spanien in der kroatischen Nationalmannschaft. Mit seinem Schuss von der Strafraumgrenze, den der spanische Torhüter David de Gea so abklatschte, dass Tin Jedvaj den Ball nur noch über die Linien schieben musste, leitete er den 3:2-Siegtreffer in der Nachspielzeit maßgeblich ein.
Bei der Europameisterschaft 2021 war er Bestandteil des kroatischen Kaders, welcher bei dem Turnier im Achtelfinale gegen Spanien ausschied.
Am 31. August 2021 wechselte Brekalo auf Leihbasis zum FC Turin. Die Italiener besaßen eine Kaufoption. Nach seiner erneuten Rückkehr nach Wolfsburg wurde er im Januar 2023 von der AC Florenz verpflichtet. Im Januar 2024 wechselte Brekalo leihweise zu Hajduk Split und Anfang September 2024 folgte die Leihe zu Kasımpaşa Istanbul.

## Persönliches
Brekalos Vater Ante (Spitzname Šargija) ist ein ehemaliger Fußballspieler, der Bosnien und Herzegowina auf verschiedenen Jugendebenen vertreten hat, da er aus dem bosnischen Teil der Region Posavina stammt. Seine Karriere wurde im Alter von 21 Jahren unterbrochen, als die Jugoslawienkriege ausbrachen und er auf dem Schlachtfeld verwundet wurde.
Im Sommer 2018 löste Brekalo in den deutschen und kroatischen Medien Kontroversen aus, nachdem er erklärt hatte, dass er keine Kapitänsbinde mit LGBT-Flaggenfarben tragen möchte, nachdem der VfL Wolfsburg entschieden hatte, dass die Kapitäne aller ihrer Teams in der Saison 2018/19 eine solche Armbinde tragen würden. Als Grund dafür wurde die „Haltung des Clubs zur toleranten Gesellschaft“ und die „Haltung gegen Diskriminierung“ angeführt. Nachdem Brekalo unter dem Instagram-Post des Clubs, in dem Kapitän Josuha Guilavogui die Armbinde trug, homophobe Kommentare „geliked“ hatte, machte er in einem Interview mit Kicker eine Fehlfunktion des Mobiltelefons dafür verantwortlich. Er erklärte hierzu: „Ich würde solche negativen Kommentare nie liken, weil ich alle Menschen und ihre Art zu leben respektiere. Trotzdem muss ich aber auch sagen, dass ich nicht vollständig hinter dieser Aktion stehen kann, denn es widerspricht meiner christlichen Überzeugung. Ich bin sehr religiös erzogen worden. Wenn jemand eine andere Art zu leben bevorzugt, dann ist das okay für mich, weil das seine Sache ist. Aber ein spezielles Symbol für die Einstellung anderer Leute muss und möchte ich nicht tragen.“

## Erfolge
- Kroatischer Meister: 2015/16
- Kroatischer Pokalsieger: 2015/16
- Deutscher Zweitligameister: 2016/17

## Auszeichnungen
- Torschütze des Monats Februar 2017[15]